# 青い果実/スカボロフェア
「青い果実/スカボロフェア」（あおいかじつ/スカボロフェア）は、日本の女性歌手、島みやえい子の通算1枚目のシングル。2003年1月1日に発売された。

## 概要
- 本作はインディーズレーベル・G-Studioより発売され、デビューシングルとして正式に検討されたことはない。また、「島宮えい子」名義でリリースされた唯一のシングルでもある[2]。
- 両A面シングルであり、「青い果実」は本人が作詞・作曲したナンバー、「スカボロフェア」はサイモン&ガーファンクルのカヴァー曲である。
- 「青い果実」は本人の2作目のオリジナルアルバム『ひかりなでしこ』に収録され[3]、「スカボロフェア」はアルバム未収録となっている。

## 収録曲
| 全編曲: 西岡俊明。 |                            |                         |       |
| #                  | タイトル                   | 作詞・作曲              | 時間  |
| 1.                 | 「青い果実」               | 島みやえい子            | 6:08  |
| 2.                 | 「スカボロフェア」         | サイモン&ガーファンクル | 3:27  |
| 3.                 | 「青い果実」(Instrumental) |                         | 6:08  |
| 合計時間:          | 合計時間:                  | 合計時間:               | 15:43 |